# Pearltrees
Pearltrees est un service web de curation qui permet d'organiser, d'explorer et de partager des contenus numériques. Son concept repose sur l'idée que la multiplication des contenus (pages web, images, vidéos, fichiers ou notes personnelles, etc.) rend nécessaire une organisation humaine du web. Le réseau d'utilisateurs de Pearltrees s'étend aujourd'hui à de nombreux pays : l'application a été remarquée en France, dans la Silicon Valley et est maintenant utilisée dans plus de 150 pays.
Au-delà de sa version d’origine, Pearltrees propose une version éducation pour les établissements scolaires et une version entreprise pour toutes les autres organisations.
Pearltrees a été lancé en 2009 par Patrice Lamothe, aujourd'hui président-directeur général de la société, Alain Cohen, directeur de la technologie, Nicolas Cynober, directeur technique, Samuel Tissier, responsable de l'ergonomie et des interfaces, et François Rocaboy, directeur marketing.

## Origine et concept
À l'origine, Pearltrees permettait l'organisation de favoris sous forme d'arbres de perles.
L'origine conceptuelle de Pearltrees apparaît dans le texte La Troisième Frontière du web de son fondateur, Patrice Lamothe. Il théorise que le développement du web est un processus de démocratisation des trois principes ayant présidé à la création du web : principe de liberté d'accès, principe de liberté de création, principe de liberté d'organisation. Ainsi, après l'avènement du web 2.0, la dernière phase de développement du web serait la démocratisation de l'organisation.
Pearltrees souhaite participer à la démocratisation de l'organisation des informations en permettant à chacun d'organiser ses contenus et en connectant les intérêts organisés par tous les membres en fonction de leurs éléments communs (pages web, images, fichiers, notes). Cela crée ainsi un ensemble organisé appelé « Interest Graph » (ou réseau d'intérêts) à l'instar du social graph popularisé par Facebook. Le réseau d'intérêt se crée ainsi au fur et à mesure que les utilisateurs ajoutent et organisent ce qu'ils aiment. C'est le facteur différenciant Pearltrees des réseaux sociaux traditionnels qui connectent les gens à travers les concepts de friends, followers, etc. Si Pearltrees connecte effectivement ses utilisateurs, c'est selon leurs intérêts : la mise en relation des individus est subordonnée à ces centres d'intérêt. Et leur curation repose sur l'idée qu'organiser ce contenu a un sens en soi.
Une extension est disponible pour certains navigateurs (Firefox, Chrome, Internet Explorer, Safari). Elle permet d'ajouter dans son compte les pages web que l'on trouve en naviguant.

## Les premières années: 2010-2014
En décembre 2010, Pearltrees présente sa version open bêta à la conférence LeWeb.
En 2011, Pearltrees développe et lance son application iPad, puis iPhone,. La version Android du service suivra un plus tard. 
À l'automne 2012, Pearltrees sort de sa version bêta, et propose Pearltrees 1.0. À cette occasion, le service dévoile son modèle Freemium, qui propose plusieurs options supplémentaires à destination des membres Premium de Pearltrees.
En mai 2014, le produit a évolué vers une présentation en « grille éditable » et est passé au standard HTML5.

## Pearltrees Éducation: à partir de 2016
En 2016, Pearltrees dévoile Pearltrees Education, une version dédiée aux établissements scolaires.
En 2019, Pearltrees Education lance son extension de manuels scolaires en partenariat avec les principaux éditeurs français (Nathan, Bordas, Belin, etc.).
En 2020, Pearltrees est particulièrement remarquée en France dans le contexte du covid-19 et de classe à distance,,
En 2023, Pearltrees remporte un appel d'offres de la région Île-de-France et devient la plateforme de lecture unique et simplifiée des manuels numériques pour tous les lycées numériques franciliens. Dans le cadre de ce mandat, Pearltrees met à disposition des grands éditeurs de manuels scolaires, tels que Nathan, Bordas, Hachette et Belin, son outil Pearltrees Editeur pour les accompagner dans la transformation numérique de leurs manuels au format granulaire Pearltrees.
En parallèle, en partenariat avec la région académique d'Île-de-France, la région Île-de-France propose via Pearltrees 20 nouveaux manuels libres et gratuits couvrant presque toutes les matières générales et technologiques.
En 2024, Pearltrees est implanté dans cinq régions, dix-huit départements et plus de 2 000 établissements scolaires en France. Plus de 35 % des professeurs et des élèves des collèges et lycées français utilisaient la plateforme cette année-là, représentant ainsi plus de 1,5 million d’utilisateurs.
En février 2025, Pearltrees lance Pearltrees Spirit, une nouvelle version de sa plateforme dédiée à l’éducation intégrant une intelligence artificielle générative conçue pour accompagner les enseignants dans leur mission pédagogique. Directement intégré à la plateforme Pearltrees Éducation et accessible sans surcoût, cet « assistant pédagogique » a pour objectif de simplifier la création de contenus éducatifs. Il offre ainsi aux enseignants davantage de temps pour se consacrer à leur mission essentielle : enseigner et accompagner leurs élèves sur le chemin de la réussite.

## Développement de la société
Le développement économique de Pealtrees repose sur un modèle mixte qui mêle premium et saas des versions spécialisées. La société a réuni huit millions d'euros auprès d’un groupe d’entrepreneurs internationaux et a bénéficié de subventions Oséo.
Outre sa version grand public, Pearltrees propose une version dédiée à l’éducation, « Pearltrees Education », un organisateur de ressources collaboratif qui permet aux collèges et aux lycées de démultiplier leurs capacités pédagogiques.
Pour répondre aux enjeux spécifiques de chaque collectivité, Pearltrees Education se divise en quatre offres de services majeures :
- La plateforme Pearltrees : un accès sécurisé et privé pour stocker, organiser, modifier et partager des ressources pédagogiques. Elle connecte élèves, enseignants et administration, favorisant une interaction dynamique au sein de l’établissement[23],[24].
- L’IA Pearltrees : Une intelligence artificielle générative, totalement intégrée à la plateforme et conçue pour accompagner les enseignants dans la création ou l’amélioration de leurs contenus éducatifs[25].

- Les manuels granulaires : une bibliothèque de manuels numériques au format granulaire Pearltrees. Chaque manuel est découpé en unités de base appelées "perles", suivant une structure définie par chaque éditeur. Ces perles peuvent être collectées, assemblées avec d'autres ressources ou modifiées selon les besoins, aussi bien par les enseignants que par les élèves, directement sur leurs comptes[26].

- Pearltrees Editeur : un outil avancé pour la création et la distribution de manuels et de références pédagogiques co-construits par les académies ou collectivités locales, également au format Pearltrees[27].

À titre d'exemple, les enseignants tirent parti de la plateforme pour mettre en activité leurs élèves (projets de groupes, jeux de rôles, quiz, etc.), ou pour proposer des supports pédagogiques variés et différenciés (vidéos pédagogiques, outils interactifs, podcasts, etc.)